# Юсов Андрій Володимирович
Ю́сов Андрі́й Володи́мирович (нар. 8 січня 1983, м. Одеса) — український громадський активіст та політичний діяч, аналітик,  радник начальника управління Служби безпеки України в Одеській області Сергія Батракова (2015), з 2022 р. — Речник Головного управління розвідки Міністерства оборони України.

## Освіта
З 1989 по 1998 рік навчався у Маріїнській гімназії. У 1998 році вступив до Одеського юридичного ліцею та в 2000 році закінчив його.
У 2000 році вступив до Одеського національного університету ім. Мечникова на економіко-правовий факультет. У 2002—2004 навчався на факультеті підготовки офіцерів запасу Одеського інституту Сухопутних військ, отримав військове звання «молодшого лейтенанту запасу».
У 2003 році перевівся на юридичний факультет Київського національного університету культури і мистецтв. У 2005 році закінчив його, отримавши диплом спеціаліста за спеціальністю «правознавство», кваліфікація — юрист.

## Професійна та політична діяльність
2001 р. — під час кампанії «Україна без Кучми» очолив одеський осередок Громадський комітет опору «За Правду!».
17 вересня 2001 р. — виступив організатором мітингу на честь пам'яті журналіста Георгія Гонгадзе в м. Одесі.
25 квітня 2002 року — став ініціатором створення міжрегіональної організації «Українське братство» та був обраний головою ради організації.
З 2003 по 2004 рік стажувався в апараті Верховної Ради України, де займався аналізом законопроектів. Працював помічником народних депутатів 4, 5, 6, 7, 8 скликань (Едуарда Гурвіца, Володимира Куренного, Юрія Оробця, Тараса Стецьківа, Леоніда Козаченка).
У 2004 році, під час Помаранчевої революції — член координаційного центру Громадянської кампанії «ПОРА», один із спікерів кампанії, координатор студентських страйккомів.
23 березня 2005 року, разом із Євгеном Золотарьовим заснував політичну партію «Громадянська партія "ПОРА!"», де виконував обов'язки  заступника голови політради.
У 2005 р. — обраний співголовою ради громадської організації Інститут національних інтересів.
У 2005 р. — спільно з Сергієм Тараном став співзасновником міжнародної організації Міжнародний Інститут Демократій.
2006 р. — брав участь у парламентських виборах. Був 18 у списку блоку «ПОРА!-ПРП» на чолі з Віталієм Кличком. Був заступником керівника виборчого штабу.
2008 р. — співкоординатор громадського комітету «Кавказ без війни» — організації, що виступала проти агресії РФ по відношенню до Грузії.
2008 рік — став співзасновником Ліберального українського клубу. З 2011 року — очолив його.
У 2009 році, за участі Андрія Юсова, було відроджено Одеський український клуб У 2011 році ініціатори відродження клубу презентували вільний університет — дискусійний майданчик для становлення модерної політичної нації.
З 15 червня 2009 р. — був призначений на посаду начальника управління молодіжної та сімейної політики Одеської міської Ради.
2010—2012 р. — був учасником громадської організації «Холодноярська ініціатива». Брав активну участь та організовував низку акцій «антитабачної кампанії» — акцій протесту проти тогочасного міністра освіти України Дмитра Табачника.
2011 р. — в рамках «Холодноярської ініціативи» виступив співкоординатором акції «Народна Шевченківська премія» для нагородження письменника Василя Шкляра Народною Шевченківською премією за роман «Чорний ворон». Того року Шкляру було присуджено державну Шевченківську премію, проте він відмовився її отримувати, доки міністром освіти залишається Дмитро Табачник.
29 квітня 2012 р. — в рамках «Холодноярської ініціативи» за участі історичного клубу «Холодний Яр» координував відкриття пам'ятника селянам, які загинули післяжнивної пори 1920 року від шабель червоного ескадрону за спробу бунту проти влади окупантів.
2012 р. — став головою Одеської обласної організації партії УДАР. В серпні 2015 року вийшов з УДАРу після злиття цієї партії з «Блоком Петра Порошенка».
2013 р. — разом з Євгеном Золотарьовим заснував Школу відповідальної політики — незалежне об'єднання політичних експертів, аналітиків та політтехнологів.
У лютому 2015 р. — став радником начальника управління Служби безпеки України в Одеській області Сергія Батракова з питань взаємодії з громадськістю.
У 2016 р. — призначено радником Вінницького міського голови Сергія Моргунова.
2017 р. — радник заступника керівника Апарату Верховної Ради з питань інформаційної політики.
2018 р. — експерт із суспільно-політичних питань комунального підприємства Вінницької міської ради «Інститут розвитку міст».
Був координатором соціальної платформи «Відкриті партії» — прозорої системи звітності політичних партій, в якій жодне рішення не може бути ухваленим із порушенням процедур чи пройти непоміченим членами спільноти.
Брав участь у національному проекті «Нові лідери», де презентував платформу «Відкриті партії». Увійшов до списку «50 нових лідерів» за результатами онлайн-голосування.
З 2022 р. — представник пресслужби Головного управління розвідки Міністерства оборони України.
В 2023 р. — керівник робочої групи з питань взаємодії зі ЗМІ та родичами захисників Координаційного штабу з питань поводження з військовополоненими.

## Кримінальне переслідування
У 2001 році брав активну участь в акціях протесту, спрямованих проти тодішньої влади в країні — президента Леоніда Кучми, мера Одеси Руслана Боделана.
Після однієї з цих акцій (пікетування Жовтневого районного суду Одеси, яке відбулося 1 березня 2002 року) розпочалося переслідування Юсова з боку правоохоронних органів, було відкрито кримінальну справу (за статтею ст. 293 — групове порушення масового порядку). Через переслідування Юсову довелося залишити навчання у ОНУ ім. Мечникова та переїхати до Києва і продовжувати навчання вже в столиці.
У липні 2002 року кримінальну справу закрили за відсутності складу злочину.

## Участь уПомаранчевій революції
Під час Помаранчевої революції був одним із польових командирів київського майдану. Він одним із перших вийшов на Майдан для проведення мітингів проти результатів виборів 2004 року.
Учасник акцій спротиву в Чернігові проти політичних переслідувань активістів, організатор пікетування дачі тодішнього президента України Леоніда Кучми.
Ініціатор встановлення пам'ятника Помаранчевій революції на Контрактовій площі.

## Участь уРеволюції гідності

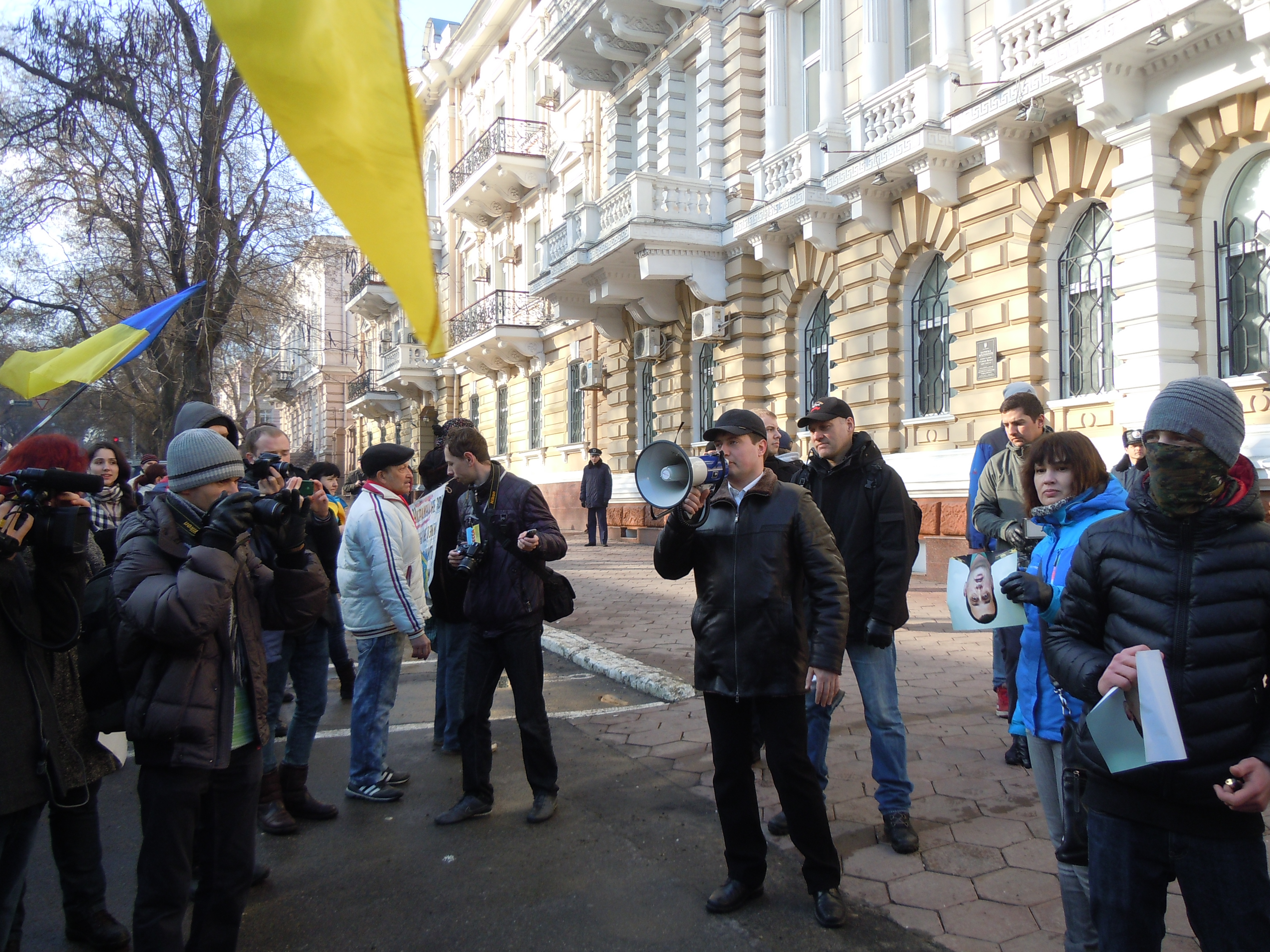
«Марш западенців», Одеса, 9 лютого 2014. Виступ Андрія Юсова (партія УДАР) під час пікету Обласного управління МВС в Одеській області.

Андрій Юсов був одним з організаторів акції «Одеса — курс Євро», яка відбулася в Одесі 22 листопада 2013 року ще до початку Євромайдану у Києві.
Під час подій Революції гідності Юсов став одним з лідерів «Одеського Євромайдану» — координатором одеського відділення народного об'єднання «Майдан». Також був головою Народної ради Майдану в Одесі. Брав участь у подіях 2 травня 2014 року в Одесі на боці євромайданівців.

## Замах на вбивство та побиття
19 вересня 2014 року було скоєно замах на вбивство Юсова.
За словами зловмисника, якого було затримано на місці злочину, він хотів помститися за діяльність Юсова під час подій 2 травня 2014 року в Одесі, на Куликовому полі. Нападника засудили до 15 років позбавлення волі.
Готувався ще один замах на ряд одеських активістів, але завдяки роботі СБУ він так і не був здійснений. У зловмисників було знайдено список з 15 прізвищ, серед яких були Олексій Гончаренко, Марк Гордієнко, Сергій Гуцалюк, Андрій Юсов та інші

19 вересня 2015 року в селі Затоці Білгород-Дністровського району Одеської області на Юсова було скоєно напад групою проросійськи налаштованих осіб. Приводом для нападу стала відповідь Юсова на привітання «Слава Україні!» — «Героям слава!».

## Нагороди
- Медаль Арсена Річинського від предстоятеля УАПЦ, митрополита Київського і всієї України, Блаженнійшого Мефодія[25].
- Грамота Президента України за проведення «Вишиванкового фестивалю» в м. Одесі у 2010 році.

## Цікаві факти
За ініціативи Юсова на честь пісні «Путін — х**ло»! було названо зірку.